# Radio Bulgaria
Radio Bulgaria (en búlgaro: Радио България, Radio Bălgariya, BNR) es la emisora internacional de  Bulgaria que pertenece a Radio Nacional de Bulgaria. BNR emite en español, búlgaro, inglés, francés, ruso, griego, albanés, turco, alemán y serbio.

## Historia
La primera transmisión experimental de la historia de la radio búlgara en onda corta fue el 12 de noviembre de 1935. Desde el 19 de enero de 1936 las emisiones se hicieron semanales (los domingos), y para el 24 de mayo de ese año se volvieron diarias. La difusión por onda corta fue descontinuada el 15 de abril de 1938 y posteriormente reaperturada en 1939. Radio Sofía (antiguo nombre de Radio Bulgaria) comenzó a dar boletines de noticias en esperanto el 24 de mayo de 1936. El 1 de mayo de 1937 iniciaron los boletines de noticias en inglés, francés y alemán y en 1938 en italiano y turco. Años después el nombre de Radio Sofía fue cambiado a Radio Bulgaria.
Las emisiones en español empezaron en 1957.
En el 2004, BNR lanzó su sitio Web bnr.bg.
El 1 de febrero de 2012 Radio Bulgaria cesó de transmitir en onda corta por motivos de tipo financiero y de modernización tecnológica,  en 2016 acaeció el cierre de la sección árabe y en 2017 el cese de la transmisión de audio en línea (streaming) de 24 horas en búlgaro, inglés, español, alemán, francés, ruso, serbio, griego, turco y albanés;